# Alex Mortensen
Alex Jens Kenneth Mortensen (nacido el 13 de julio de 2002) es un futbolista profesional sueco que juega como delantero. Tiene contrato con el Groningen de la Eredivisie neerlandesa.

## Trayectoria
Mortensen, canterano del Kalmar, hizo su debut profesional con el equipo en una victoria por 4-1 sobre el Asarums el 20 de octubre de 2020 en la Svenska Cupen. Firmó su primer contrato profesional con el Kalmar el 20 de diciembre de 2020.
El 2 de julio de 2021, se incorporó al Groningen de la Eredivisie en calidad de cedido para la temporada 2021-22, con opción de compra. Debutó con el Groningen en la Eredivisie en un empate 1-1 contra el Twente el 1 de octubre de 2021, entrando como suplente en el minuto 94. Fue comprado de manera definitiva el 15 de mayo de 2022, cuando Mortensen firmó un contrato de dos años.
Tan solo cinco días después, el Groningen anunció que Mortensen sufrió una grave lesión de rodilla y no podría jugar durante un período prolongado de tiempo.

## Vida personal
En diciembre de 2020, de camino a casa después del entrenamiento, Mortensen vio a un hombre a punto de saltar de la E22 en Suecia intentando suicidarse. Mortensen, que entonces tenía 18 años, impidió que el hombre saltara y consiguió que un transeúnte llamara a la policía para resolver el problema.